# U
 Тази статия е за латинската буква.  За химичния елемент вижте Уран.  
Гласната буква U е двадесет и първата буква от латинската азбука. Тя се среща в много от езиците, които използват латиницата. Има звукова стойност /u/, /ʌ/, /uː/, или /ʊ/. На кирилица буквата се rqerijqweiurqweiurhbqjw
ава с у.